# Phil Rasmussen
Philip M. Rasmussen (Boston, 11 maggio 1918 – Fort Myers, 30 aprile 2005) è stato un aviatore statunitense, uno dei pochi piloti americani a prendere il volo durante l'attacco di Pearl Harbor il 7 dicembre 1941.

## Biografia
Nacque a Boston nel 1918. Nel 1941 venne assegnato al 46º Squadrone a Wheeler Field sull'isola di Oahu nelle Hawaii.

### Attacco di Pearl Harbor
La mattina del 7 dicembre, Rasmussen, che in quel periodo aveva il grado di Tenente in seconda, si svegliò in caserma, quando, guardando fuori da una finestra, vide un gruppo di aeroplani giapponesi lanciare bombe sul campo di volo. Ancora in pigiama, prese la sua pistola calibro .45 e uscì dai dormitori in cerca di un aereo.
Quasi tutti gli aerei furono distrutti, ma Rasmussen riuscì a trovare un Curtiss P-36 Hawk incolume e gli fece caricare le munizioni. Sfruttò una pausa dell'attacco per decollare. Lui e altri tre piloti ricevettero l'ordine via radio di volare verso la baia di Kaneohe, sul lato nord-est dell'isola.
I quattro piloti ingaggiarono undici aerei giapponesi. Pur avendo la sua mitragliatrice Browning M1919 calibro .30-06 in (7,62 mm) inceppata e l'altra mitragliatrice Browning M2 calibro .50 in (12,7 mm) con una capacità limitata, il tenente Rasmussen riuscì ad abbattere un Mitsubishi A6M "Zero". Molti piloti giapponesi lo attaccarono e cercarono di speronarlo, fallendo, tra loro c'era anche Iyozo Fujita, che successivamente tornò sulla Sōryū.
L'aereo di Rasmussen però, fu gravemente danneggiato, ma riuscì comunque ad atterrare a Wheeler Field pur non avendo più i freni, la ruota posteriore e il timone. Resoconti orali del numero di fori di proiettile nell'aereo variano, ma la maggior parte fornisce una cifra di circa 500.

### Dopo l'attacco
Rasmussen rimase al servizio dell'Army Air Corps dove ebbe diversi incarichi nel Pacifico, in Europa e in Medio Oriente.
Rimase nell'esercito dopo la guerra e alla fine si ritirò dall'Aeronautica degli Stati Uniti come tenente colonnello nel 1965. Si ritirò in Florida, dove rimase fino alla sua morte che avvenne nel 2005 per complicazioni da cancro e fu sepolto nel cimitero nazionale di Arlington.

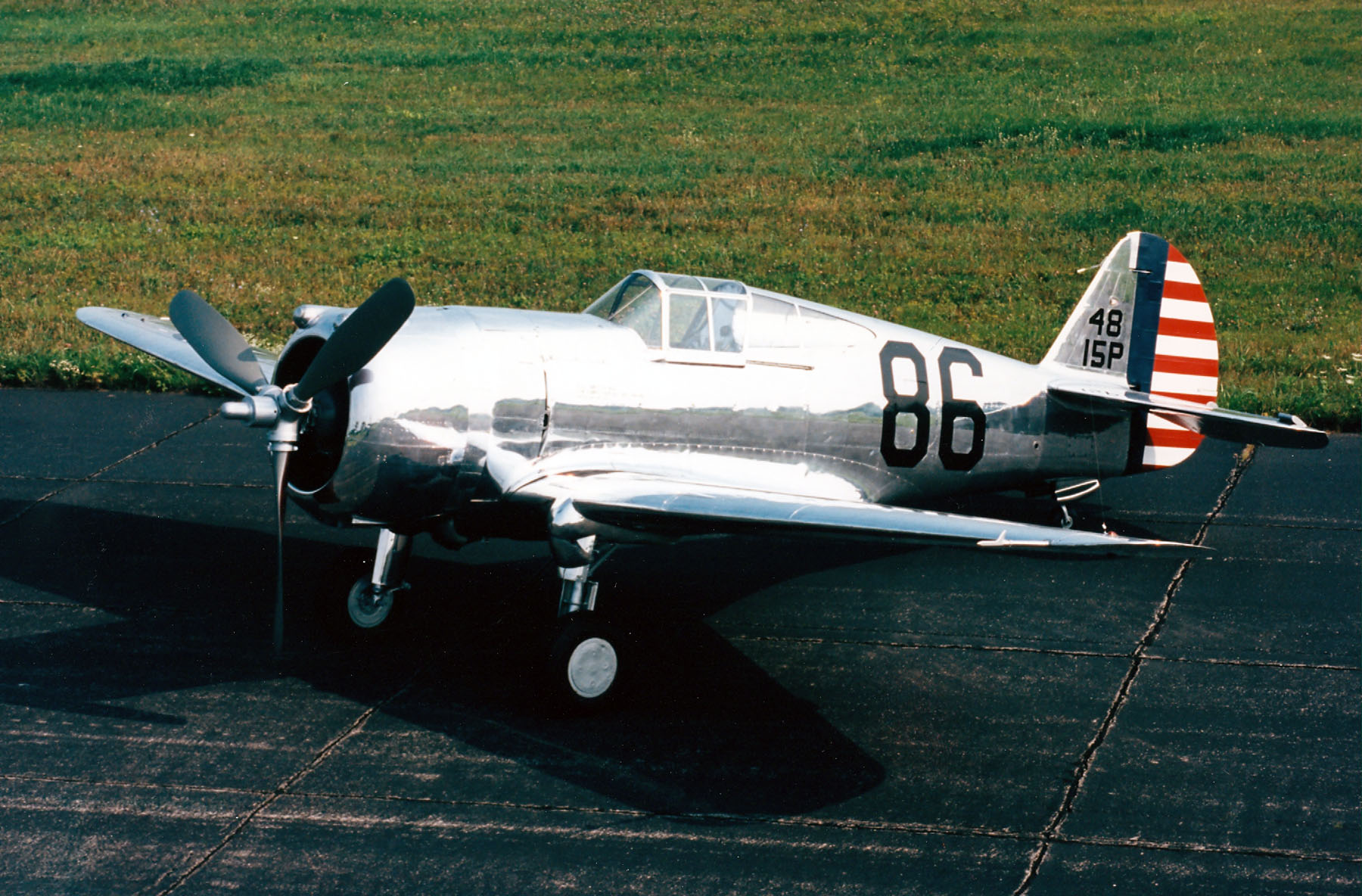
Il Curtiss P-36A Hawk che utilizzò Rasmussen quel giorno

## Influenza culturale
Nella mostra sulla seconda guerra mondiale nel Museo Nazionale dell'Aeronautica degli Stati Uniti a Wright-Patterson AFB vicino a Dayton, Ohio, presenta un manichino di un pilota in pigiama che si arrampica su un P-36 Hawk. La mostra espone le gesta eroiche del tenente Rasmussen, che quel giorno prese il soprannome de "Il pilota del pigiama".